# Ctenus tumidulus
Ctenus tumidulus är en spindelart som först beskrevs av Simon 1887. Ctenus tumidulus ingår i släktet Ctenus och familjen Ctenidae.
Artens utbredningsområde är Myanmar. Inga underarter finns listade i Catalogue of Life.